# Pelourinho de Mogadouro

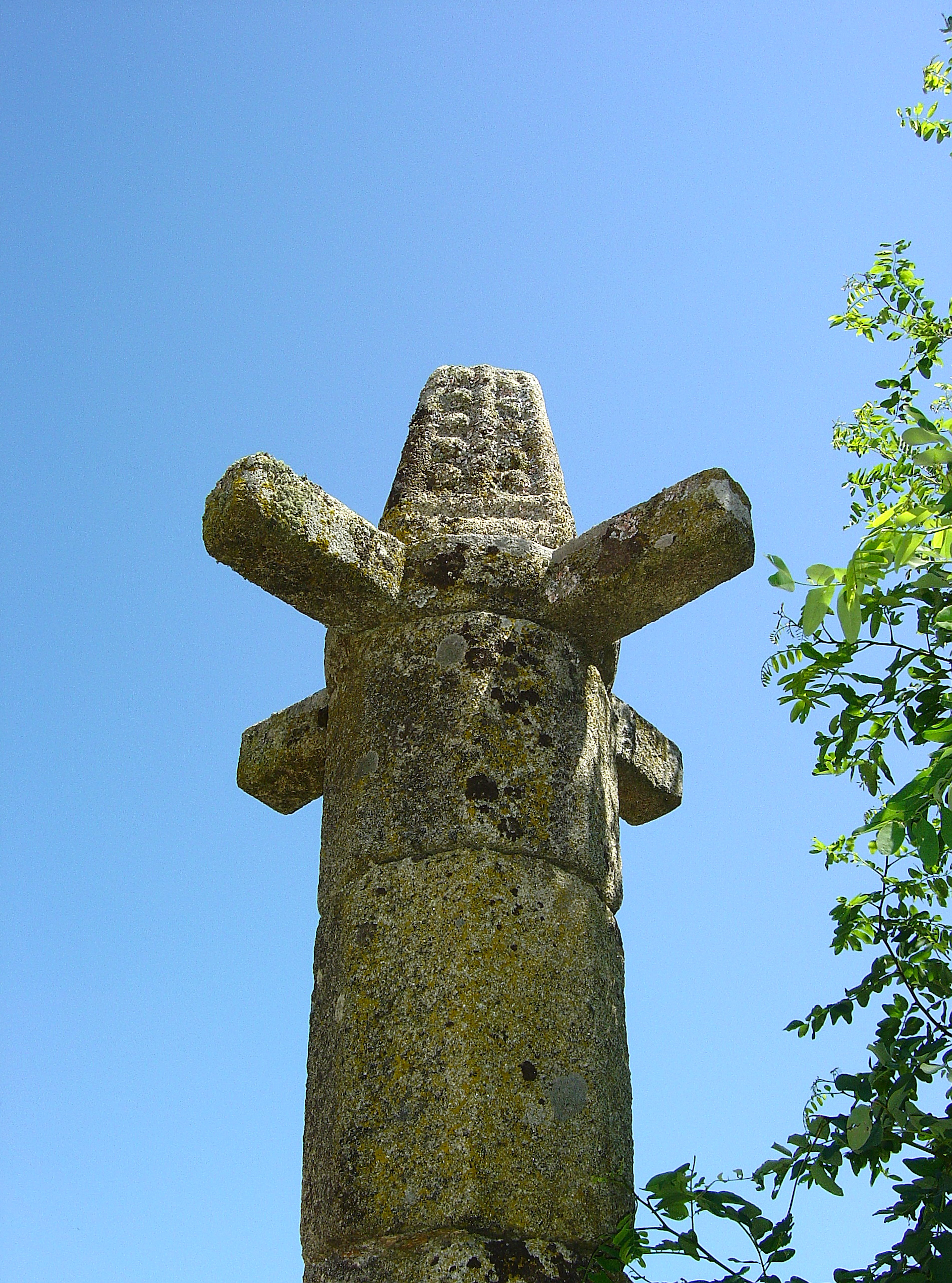

O Pelourinho de Mogadouro localiza-se na freguesia de Mogadouro, Valverde, Vale de Porco e Vilar de Rei, no município de Mogadouro, distrito de Bragança, em Portugal.
Este pelourinho encontra-se classificado como Imóvel de Interesse Público desde 1933, estando abrangido por Zona Especial de Proteção (ZEP).